# Черешенки (Черниговская область)
Черешенки (укр. Черешеньки) — село в Коропском районе Черниговской области Украины. Население — 248 человек.
Код КОАТУУ: 7422281503. Почтовый индекс: 16261. Телефонный код: +380 4656.

## Власть
Орган местного самоуправления — Вишенковский сельский совет. Почтовый адрес: 16231, Черниговская обл., Коропский р-н, с. Вишенки, ул. Лагошного, 7. Тел.: +380 (4656) 2-53-31; факс: 2-53-31.